# Her Bright Skies
Her Bright Skies — шведская пост-хардкор-группа, образованная в 2005 году.
Первый диск был выпущен в 2007 году и называется Beside Quiet Waters. 2007 год был успешным для Her Bright Skies. Пока они не работали над новым материалом для альбома, они провели лето, выступая на популярных шведских фестивалях, таких как Moshpit Open, Rookie и Augustibuller, за которым следовал сентябрьский тур по Норвегии, где их впервые встретила нешведская сцена.
Уже через год (2008) вышел их дебютный полноформатный альбом под названием А Sacrament; Ill City.
Их второй полноформатный альбом Causing a Scene был выпущен в 2010 году на шведском независимом лейбле Panic & Action. В том же году Her Bright Skies играли на Pier Pressure Festival вместе с 30 Seconds To Mars, HIM, Pendulum и Paramore.
Затем вместе со шведской поп-панк-группой Kid Down они отправляется в турне Panic & Action Tour в качестве хедлайнеров. Дают концерты в Германии, Норвегии, Австрии и Нидерландах.
В июне 2011 года Her Bright Skies выступает на Siesta Festivalen вместе с такими группами, как Asking Alexandria, …And You Will Know Us by the Trail of Dead, August Burns Red, Adept, Bullet и многими другими.
Состав:
 — Johan «Jaybee» Brolin — Вокал
 — Petter «Pete» Nilsson — Гитара
 — Niclas «Nicke» Sjöstedt — Гитара
 — Joakim «Jolle» Karlsson — Бас, Бэк-вокал
 — Jonas «Mr. X» Gudmundsson — Ударные
В начале 2016 года группа распалась после того как отыграла концерт в родном городе,  никаких сведений о причинах или других данных официально бывшие участники не дают.